# Kosuke Onose
Kosuke Onose (小野瀬 康介, Onose Kosuke), né le 22 avril 1993, est un footballeur japonais.

## Biographie
Onose commence sa carrière professionnelle en 2011 avec le club du Yokohama FC, club de J2 League. Il dispute un total de 126 matchs en J2 League avec le club. En 2017, il est transféré au Renofa Yamaguchi FC. Il dispute un total de 66 matchs en J2 League avec le club. En juillet 2018, il est transféré au Gamba Osaka, club de J1 League. En 2020, Gamba termine vice-champion de J1 League.